# Joan Barry
Joan Barry (5 de noviembre de 1903 - 10 de abril de 1989) fue una actriz cinematográfica inglesa, cuya carrera transcurrió en los años finales del cine mudo e inicios del sonoro.
Nacida en Londres, Inglaterra, tuvo su primer papel a los 15 años de edad. Dobló la voz de la actriz Anny Ondra en uno de los primeros filmes de intriga de Alfred Hitchcock Blackmail (Chantaje, o La muchacha de Londres) (1929). La limitada tecnología sonora de la época obligó a que Barry doblara a la actriz checa en tiempo real según ella interpretaba su papel.
Barry actuó dos años más tarde en la pantalla para Hitchcock en Rich and Strange. 
Se retiró del cine en 1934 tras su matrimonio, a fin de dedicarse a la vida familiar. Falleció en Marbella, España, en 1989.

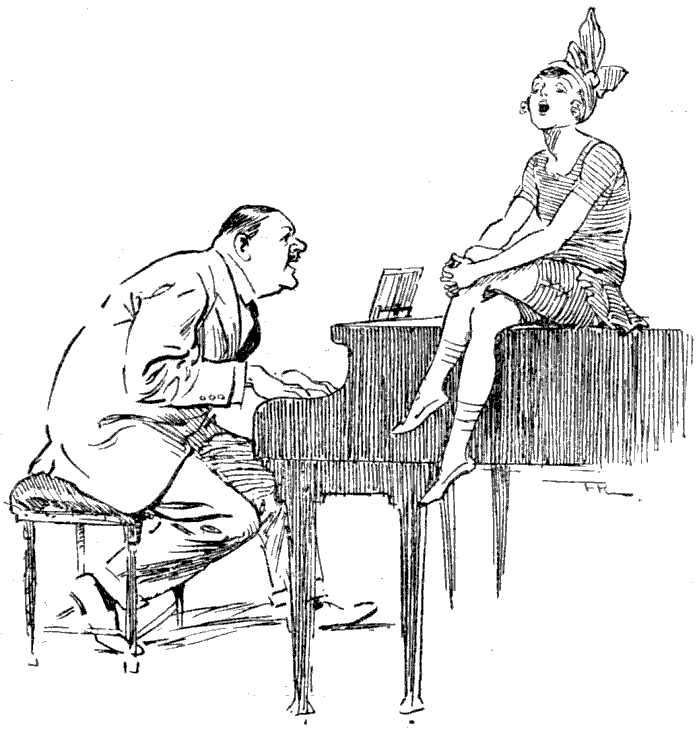
Caricatura en Punch del 25 de agosto de 1920, mostrando a Joan Barry junto al actor teatral Charles Hawtrey.

## Filmografía
- Rome Express (1932)
- Sally Bishop (1932)
- The First Mrs. Fraser (1932)
- Ebb Tide (1932)
- Mrs. Dane's Defence (1932)
- Women Who Play (1932)
- Rich and Strange (1931)
- The Outsider (1931)
- A Man of Mayfair (1931)
- Atlantic (1929)
- The Happy Ending (1925)
- Hutch Stirs 'em Up (1923)
- The Card (1922)